# Dr. Best
Dr. Best ist eine im deutschsprachigen Raum bekannte Marke von Zahnpflegeprodukten, insbesondere Zahnbürsten, die heute im Besitz der GlaxoSmithKline ist.
Obwohl die Marke bereits seit 1953 existiert, wurde sie erst seit Ende der 1980er-Jahre wieder bekannt, als im Rahmen eines umfangreichen Marken-Relaunchs eine erfolgreiche Werbekampagne die damals neuartigen flexiblen Zahnbürsten bewarb („Die klügere Zahnbürste gibt nach“). In der Folge vergrößerte sich ihr Marktanteil von ursprünglich nur 6 % bis hin zur Marktführerschaft mit 40 %.

## Anfänge
Entwickelt wurde die Marke bereits 1953 von der Firma M+C Schiffer. Die Marke wurde 1970 verkauft, als das Unternehmen sich auf die reine Zulieferung von Zahnbürsten spezialisierte. 1974 fusionierte der Markenbesitzer, die Lingner-Werke in Düsseldorf, mit den Fischer-Werken in Bühl zu Lingner + Fischer. Diese wiederum gingen 1989 im Konzern SmithKline Beecham auf und gehören seit 2000 zu GlaxoSmithKline.
In ihrer langen Geschichte lag die Marke stets hinter dem Mitbewerber Blendax; nachdem in den 1970er-Jahren der Marktanteil immer kleiner geworden war, betrug er 1987 nur noch rund 6 % gegenüber fast 60 % Anteil von Blendax.

## Marken-Relaunch
Ende der 1980er-Jahre wurde innerhalb von Lingner + Fischer diskutiert, ob man sich von der Marke Dr. Best trennen oder sie neu aufbauen solle. Die Stärken der Marke wie ihre breite Bekanntheit und ihr Name gaben in Verbindung mit dem innovationsarmen Markt letztlich den Anstoß dazu, dass man es mit einem Neustart versuchen wollte. Man sah insbesondere aufgrund der Tatsache, dass Zahnbürsten sich seit Jahrzehnten kaum verändert hatten, eine Chance für den Neustart.
Die Marke wurde innerhalb des Hauses zur „power brand“ erhoben und erhielt zwei Zielvorgaben: sie sollte es zu einem zweistelligen Marktanteil bringen und eine eigenständige Positionierung erreichen. Marktforschungsergebnisse führten zur Erkenntnis, dass die Kunden sich vor Verletzungen des Zahnfleisches sicher fühlen wollten. Das Entwicklerteam setzte diese Anforderung durch einen federnden Hals und einen Zweikomponenten-Aufbau (gummierter Bereich im Bürstengriff) um.
Es war geplant, mit der neuen Zahnbürste im Sommer 1988 auf den Markt zu kommen. Mit der Entwicklung einer Kampagne wurde ein Team der Werbeagentur Grey unter Charles Greene beauftragt. Greene wollte der Marke einen persönlichen Touch geben und stieß auf den in Chicago ansässigen Zahnmediziner Dr. Earl James Best. Best (* 3. April 1924 in Chicago, Illinois; † 26. Juni 2002 ebenda) hatte an der Loyola University Chicago Zahnheilkunde studiert und mit einem Bachelor abgeschlossen, von 1957 bis 1969 war er als Leiter der Abteilung für Endodontie tätig. Sein Auftritt brachte der Kampagne „Überzeugungskraft und erhöhte Glaubwürdigkeit“.
Am 2. Mai 1988 wurde das Modell „Dr. Best Plus Flex“ auf den Markt gebracht und veränderte den Markt schlagartig. Dr. Best „lancierte die erste flexible Zahnbürste. Damit positionierte man nicht nur klar die eigene Marke, gleichzeitig wurden herkömmliche Zahnbürsten als starr und gefährlich für Zahnfleisch und Zähne repositioniert.“ Anfangs verweigerten sich die Mitbewerber und arbeiteten gegen das neue Wettbewerbsmerkmal „Flexibilität“ an. Das allerdings änderte sich bald, denn als Ergebnis der Neueinführung hatte die Marke bereits im ersten Jahr einen Marktanteil von 15 % erworben, und ein regelrechter Innovationswettkampf in der Branche begann. Im Jahr 1996 hatte sie einen Marktanteil von 35,4 %, 2000 einen Marktanteil von 42 %.
Werbespots mit „Professor Doktor Best“ (Earl James Best), der die jeweils neuen Vorteile der Zahnbürsten demonstrierte, sollten sich über lange Jahre bewähren und machten aus ihm „eine PR-Ikone, die mit wissenschaftlicher Seriosität für ein Wegwerfprodukt einstand“. Insbesondere das Key-Visual der durch eine Schwingkopf-Zahnbürste gedrückte, aber unversehrt bleibenden Tomate war effektiv und „visualisiert in idealer Weise den Hauptvorteil der Schwingkopf-Zahnbürste, nämlich Vermeidung von Verletzungen des Zahnfleisches bei der Zahnpflege“. 2002 starb der langjährige Darsteller Earl James Best 78-jährig an Krebs. Seine Rolle wurde mit neuen Darstellern fortgeführt.